# Viborg (Dánia)
Viborg város Dániában, Jylland középső-északi részén. Az azonos nevű Viborg község és Midtjylland régió székhelye.

## Történelem
Viborg Dánia egyik legősibb települése: története a viking korra, a 8. századig nyúlik vissza. Központi fekvése miatt nagy stratégiai jelentőséggel bírt Jyllandon.
Székesegyházát 1130-ban kezdték el építeni. Az évszázadok során többször teljesen leégett; jelenlegi formájában 1876-ban épült fel. A székesegyház iskolája az ország legrégebbi oktatási intézménye: 2000-ben ünnepelte fennállásának 900. évfordulóját. A gimnázium hatalmas kollégiuma az otthonról elvágyódó dán fiatalok mellett grönlandi diákoknak is szállást ad.

## Turizmus
- Viborgi székesegyház: az 1876-ban épült hatalmas neoromán stílusú gránittemplom a város fő látványossága.

## Testvérvárosok
- Lüneburg, Németország
- Lund, Svédország
- Porvoo, Finnország
- Kecskemét, Magyarország
- Dalvik, Izland
- Marijampole, Litvánia
- Tököl, Magyarország
- Zenta, Szerbia